# Stanley Cup playoff 1976
I playoff della Stanley Cup 1976 del campionato NHL 1975-1976 hanno avuto inizio il 6 aprile 1976. Le dodici squadre qualificate per i playoff, le migliori della lega al termine della stagione regolare, hanno giocato una serie di partite al meglio delle tre gare nel turno preliminare, seguiti da due turni al meglio delle sette per i quarti di finale e le semifinali. Le due formazioni rimaste hanno disputato una serie di partite al meglio delle sette per la conquista della Stanley Cup.
Le quattro formazione giunte in semifinale nei playoff del 1976, Montreal Canadiens, Philadelphia Flyers, Boston Bruins e New York Islanders riuscirono a qualificarsi tutte insieme anche l'anno successivo, circostanza che nella storia della National Hockey League non si ripeté più dopo la fine dell'era delle Original Six nel 1967. Al termine dei playoff l'attaccante canadese dei Flyers Reggie Leach stabilì il nuovo primato dei playoff della Stanley Cup segnando 19 reti in 16 partite disputate.

## Squadre partecipanti

### Formazioni
1. Montreal Canadiens - vincitori della Patrick Division e della stagione regolare nella Prince of Wales Conference, 127 punti
2. Philadelphia Flyers - vincitori della Patrick Division e della stagione regolare nella Clarence S. Campbell Conference, 118 punti
3. Boston Bruins - vincitori della Adams Division, 113 punti
4. Buffalo Sabres - 105 punti
5. New York Islanders - 101 punti
6. Los Angeles Kings - 85 punti
7. Toronto Maple Leafs - 83 punti
8. Pittsburgh Penguins - 82 punti
9. Atlanta Flames - 82 punti
10. Chicago Blackhawks - vincitori della Smythe Division, 82 punti
11. Vancouver Canucks - 81 punti
12. St. Louis Blues - 72 punti

### Tabellone
Nel turno preliminare le formazioni che non hanno vinto le rispettive division si affrontano al meglio delle tre gare per accedere ai quarti di finale. Le quattro formazioni qualificate affrontano nei quarti di finale le vincitrici delle division in una serie al meglio delle sette sfide seguendo il formato 2-2-1-1-1. Al termine del primo e del secondo turno gli accoppiamenti sono ristabiliti in base alla posizione ottenuta in stagione regolare, con la squadra migliore accoppiata con quella peggiore. Anche nei turni successivi si gioca al meglio delle sette sfide con il formato 2-2-1-1-1: la squadra migliore in stagione regolare avrebbe disputato in casa Gara-1 e 2, (se necessario anche Gara-5 e 7), mentre quella posizionata peggio avrebbe giocato nel proprio palazzetto Gara-3 e 4 (se necessario anche Gara-6).
|  | Turno preliminare | Turno preliminare   | Turno preliminare   |                     |                | Quarti di finale | Quarti di finale | Quarti di finale   |   |   | Semifinali          | Semifinali | Semifinali |  |   | Finale Stanley Cup | Finale Stanley Cup | Finale Stanley Cup |
|  |                   |                     |                     |                     |                |                  |                  |                    |   |   |                     |            |            |  |   |                    |                    |                    |
|  |                   |                     |                     |                     |                |                  |                  |                    |   |   |                     |            |            |  |   |                    |                    |                    |
|  |                   | 1                   | Montreal Canadiens  | 4                   |                |                  |                  |                    |   |   |                     |            |            |  |   |                    |                    |                    |
|  |                   |                     |                     | 4                   |                |                  |                  |                    |   |   |                     |            |            |  |   |                    |                    |                    |
|  |                   |                     | 10                  | Chicago Blackhawks  | 0              |                  |                  |                    |   |   |                     |            |            |  |   |                    |                    |                    |
|  |                   |                     | 10                  | Chicago Blackhawks  | 0              |                  |                  |                    |   |   |                     |            |            |  |   |                    |                    |                    |
|  |                   |                     |                     |                     |                |                  |                  |                    |   |   |                     |            |            |  |   |                    |                    |                    |
|  |                   |                     |                     |                     |                |                  |                  |                    |   |   |                     |            |            |  |   |                    |                    |                    |
|  |                   |                     |                     |                     |                |                  | 1                | Montreal Canadiens | 4 |   |                     |            |            |  |   |                    |                    |                    |
|  |                   |                     |                     |                     |                |                  |                  |                    | 4 |   |                     |            |            |  |   |                    |                    |                    |
|  |                   | 5                   | New York Islanders  | 1                   |                |                  |                  |                    |   |   |                     |            |            |  |   |                    |                    |                    |
|  | 4                 | 5                   | New York Islanders  | 1                   | Buffalo Sabres | 2                |                  |                    |   |   |                     |            |            |  |   |                    |                    |                    |
|  | 4                 |                     |                     |                     | Buffalo Sabres | 2                |                  |                    |   |   |                     |            |            |  |   |                    |                    |                    |
|  | 12                | St. Louis Blues     | 1                   |                     |                |                  |                  |                    |   |   |                     |            |            |  |   |                    |                    |                    |
|  | 12                | St. Louis Blues     | 1                   |                     | 4              | Buffalo Sabres   | 2                |                    |   |   |                     |            |            |  |   |                    |                    |                    |
|  |                   |                     |                     |                     | 4              | Buffalo Sabres   | 2                |                    |   |   |                     |            |            |  |   |                    |                    |                    |
|  |                   |                     | 5                   | New York Islanders  | 4              |                  |                  |                    |   |   |                     |            |            |  |   |                    |                    |                    |
|  | 5                 | New York Islanders  | 5                   | New York Islanders  | 4              | 2                |                  |                    |   |   |                     |            |            |  |   |                    |                    |                    |
|  | 5                 | New York Islanders  |                     |                     |                | 2                |                  |                    |   |   |                     |            |            |  |   |                    |                    |                    |
|  | 11                | Vancouver Canucks   | 0                   |                     |                |                  |                  |                    |   |   |                     |            |            |  |   |                    |                    |                    |
|  | 11                | Vancouver Canucks   | 0                   |                     |                |                  |                  |                    |   |   |                     |            |            |  | 1 | Montreal Canadiens | 4                  |                    |
|  |                   |                     |                     |                     |                |                  |                  |                    |   |   |                     |            |            |  | 1 | Montreal Canadiens | 4                  |                    |
|  |                   | 2                   | Philadelphia Flyers | 0                   |                |                  |                  |                    |   |   |                     |            |            |  |   |                    |                    |                    |
|  |                   | 2                   | Philadelphia Flyers | 0                   |                |                  |                  |                    |   |   |                     |            |            |  |   |                    |                    |                    |
|  |                   |                     |                     |                     |                |                  |                  |                    |   |   |                     |            |            |  |   |                    |                    |                    |
|  |                   |                     |                     |                     |                |                  |                  |                    |   |   |                     |            |            |  |   |                    |                    |                    |
|  |                   | 2                   | Philadelphia Flyers | 4                   |                |                  |                  |                    |   |   |                     |            |            |  |   |                    |                    |                    |
|  |                   |                     |                     | 4                   |                |                  |                  |                    |   |   |                     |            |            |  |   |                    |                    |                    |
|  |                   |                     | 7                   | Toronto Maple Leafs | 3              |                  |                  |                    |   |   |                     |            |            |  |   |                    |                    |                    |
|  | 7                 | Toronto Maple Leafs | 7                   | Toronto Maple Leafs | 3              | 2                |                  |                    |   |   |                     |            |            |  |   |                    |                    |                    |
|  | 7                 | Toronto Maple Leafs |                     |                     |                | 2                |                  |                    |   |   |                     |            |            |  |   |                    |                    |                    |
|  | 8                 | Pittsburgh Penguins | 1                   |                     |                |                  |                  |                    |   |   |                     |            |            |  |   |                    |                    |                    |
|  | 8                 | Pittsburgh Penguins | 1                   |                     |                |                  |                  |                    |   | 2 | Philadelphia Flyers | 4          |            |  |   |                    |                    |                    |
|  |                   |                     |                     |                     |                |                  |                  |                    |   | 2 | Philadelphia Flyers | 4          |            |  |   |                    |                    |                    |
|  |                   | 3                   | Boston Bruins       | 1                   |                |                  |                  |                    |   |   |                     |            |            |  |   |                    |                    |                    |
|  |                   | 3                   | Boston Bruins       | 1                   |                |                  |                  |                    |   |   |                     |            |            |  |   |                    |                    |                    |
|  |                   |                     |                     |                     |                |                  |                  |                    |   |   |                     |            |            |  |   |                    |                    |                    |
|  |                   |                     |                     |                     |                |                  |                  |                    |   |   |                     |            |            |  |   |                    |                    |                    |
|  |                   | 3                   | Boston Bruins       | 4                   |                |                  |                  |                    |   |   |                     |            |            |  |   |                    |                    |                    |
|  |                   |                     |                     | 4                   |                |                  |                  |                    |   |   |                     |            |            |  |   |                    |                    |                    |
|  |                   |                     | 6                   | Los Angeles Kings   | 3              |                  |                  |                    |   |   |                     |            |            |  |   |                    |                    |                    |
|  | 6                 | Los Angeles Kings   | 6                   | Los Angeles Kings   | 3              | 2                |                  |                    |   |   |                     |            |            |  |   |                    |                    |                    |
|  | 6                 | Los Angeles Kings   |                     |                     |                | 2                |                  |                    |   |   |                     |            |            |  |   |                    |                    |                    |
|  | 9                 | Atlanta Flames      | 0                   |                     |                |                  |                  |                    |   |   |                     |            |            |  |   |                    |                    |                    |

## Turno preliminare

### Buffalo - St. Louis
| St. Louis 6 aprile 1976 | Buffalo Sabres | 2 – 5 (0-3; 0-0; 2-2) referto | St. Louis Blues | St. Louis Arena (12.334 spett.) |

| Buffalo 8 aprile 1976 | St. Louis Blues | 2 – 3 (d.t.s.) (0-0; 0-0; 2-2) referto | Buffalo Sabres | Buffalo Memorial Auditorium (16.433 spett.) |

| Buffalo 9 aprile 1976 | St. Louis Blues | 1 – 2 (d.t.s.) (0-1; 1-0; 0-0) referto | Buffalo Sabres | Buffalo Memorial Auditorium (16.435 spett.) |

### NY Islanders - Vancouver
| Uniondale 6 aprile 1976 | Vancouver Canucks | 3 – 5 (2-2; 0-3; 1-0) referto | New York Islanders | Nassau Coliseum (14.865 spett.) |

| Vancouver 8 aprile 1976 | New York Islanders | 3 – 1 (1-0; 0-1; 2-0) referto | Vancouver Canucks | Pacific Coliseum (15.612 spett.) |

### Los Angeles - Atlanta
| Los Angeles 6 aprile 1976 | Atlanta Flames | 1 – 2 (0-1; 0-1; 1-0) referto | Los Angeles Kings | The Forum (16.005 spett.) |

| Atlanta 8 aprile 1976 | Los Angeles Kings | 1 – 0 (0-0; 0-0; 1-0) referto | Atlanta Flames | Omni Coliseum (10.450 spett.) |

### Toronto - Pittsburgh
| Toronto 6 aprile 1976 | Pittsburgh Penguins | 1 – 4 (0-1; 0-2; 1-1) referto | Toronto Maple Leafs | Maple Leaf Gardens (16.485 spett.) |

| Pittsburgh 8 aprile 1976 | Toronto Maple Leafs | 0 – 2 (0-0; 0-1; 0-1) referto | Pittsburgh Penguins | Civic Arena (13.626 spett.) |

| Toronto 9 aprile 1976 | Pittsburgh Penguins | 0 – 4 (0-1; 0-2; 0-1) referto | Toronto Maple Leafs | Maple Leaf Gardens (16.485 spett.) |

## Quarti di finale

### Montreal - Chicago
| Montréal 11 aprile 1976 | Chicago Blackhawks | 0 – 4 (0-2; 0-1; 0-1) referto | Montreal Canadiens | Forum de Montréal (16.111 spett.) |

| Montréal 13 aprile 1976 | Chicago Blackhawks | 1 – 3 (1-0; 0-2; 0-1) referto | Montreal Canadiens | Forum de Montréal (16.169 spett.) |

| Chicago 15 aprile 1976 | Montreal Canadiens | 2 – 1 (0-0; 1-0; 1-1) referto | Chicago Blackhawks | Chicago Stadium (14.000 spett.) |

| Chicago 18 aprile 1976 | Montreal Canadiens | 4 – 1 (1-1; 1-0; 2-0) referto | Chicago Blackhawks | Chicago Stadium (15.000 spett.) |

### Philadelphia - Toronto
| Filadelfia 12 aprile 1976 | Toronto Maple Leafs | 1 – 4 (1-2; 0-1; 0-1) referto | Philadelphia Flyers | The Spectrum (17.077 spett.) |

| Filadelfia 13 aprile 1976 | Toronto Maple Leafs | 1 – 3 (0-1; 1-2; 0-0) referto | Philadelphia Flyers | The Spectrum (17.077 spett.) |

| Toronto 15 aprile 1976 | Philadelphia Flyers | 4 – 5 (1-2; 2-3; 1-0) referto | Toronto Maple Leafs | Maple Leaf Gardens (16.485 spett.) |

| Toronto 17 aprile 1976 | Philadelphia Flyers | 3 – 4 (1-1; 0-2; 2-1) referto | Toronto Maple Leafs | Maple Leaf Gardens (16.485 spett.) |

| Filadelfia 20 aprile 1976 | Toronto Maple Leafs | 1 – 7 (0-1; 1-3; 0-3) referto | Philadelphia Flyers | The Spectrum (17.077 spett.) |

| Toronto 22 aprile 1976 | Philadelphia Flyers | 5 – 8 (1-2; 2-3; 2-3) referto | Toronto Maple Leafs | Maple Leaf Gardens (16.485 spett.) |

| Filadelfia 25 aprile 1976 | Toronto Maple Leafs | 3 – 7 (2-1; 0-5; 1-1) referto | Philadelphia Flyers | The Spectrum (17.077 spett.) |

### Boston - Los Angeles
| Boston 11 aprile 1976 | Los Angeles Kings | 0 – 4 (0-2; 0-1; 0-1) referto | Boston Bruins | Boston Garden (13.914 spett.) |

| Boston 13 aprile 1976 | Los Angeles Kings | 3 – 2 (d.t.s.) (0-1; 1-1; 1-0) referto | Boston Bruins | Boston Garden (13.942 spett.) |

| Los Angeles 15 aprile 1976 | Boston Bruins | 4 – 6 (2-2; 1-1; 1-3) referto | Los Angeles Kings | The Forum (16.005 spett.) |

| Los Angeles 17 aprile 1976 | Boston Bruins | 3 – 0 (1-0; 1-0; 1-0) referto | Los Angeles Kings | The Forum (16.005 spett.) |

| Boston 20 aprile 1976 | Los Angeles Kings | 1 – 7 (1-1; 0-4; 0-2) referto | Boston Bruins | Boston Garden (13.852 spett.) |

| Los Angeles 22 aprile 1976 | Boston Bruins | 3 – 4 (d.t.s.) (0-0; 1-3; 2-0) referto | Los Angeles Kings | The Forum (16.005 spett.) |

| Boston 25 aprile 1976 | Los Angeles Kings | 0 – 3 (0-0; 0-2; 0-1) referto | Boston Bruins | Boston Garden (14.567 spett.) |

### Buffalo - NY Islanders
| Buffalo 11 aprile 1976 | New York Islanders | 3 – 5 (0-2; 1-2; 2-1) referto | Buffalo Sabres | Buffalo Memorial Auditorium (16.433 spett.) |

| Buffalo 13 aprile 1976 | New York Islanders | 2 – 3 (d.t.s.) (0-1; 0-1; 2-0) referto | Buffalo Sabres | Buffalo Memorial Auditorium (16.433 spett.) |

| Uniondale 15 aprile 1976 | Buffalo Sabres | 3 – 5 (0-2; 2-1; 1-2) referto | New York Islanders | Nassau Coliseum (14.865 spett.) |

| Uniondale 17 aprile 1976 | Buffalo Sabres | 2 – 4 (1-1; 0-3; 1-0) referto | New York Islanders | Nassau Coliseum (14.865 spett.) |

| Buffalo 20 aprile 1976 | New York Islanders | 4 – 3 (2-2; 0-0; 2-1) referto | Buffalo Sabres | Buffalo Memorial Auditorium (16.433 spett.) |

| Uniondale 22 aprile 1976 | Buffalo Sabres | 2 – 3 (0-1; 1-1; 1-1) referto | New York Islanders | Nassau Coliseum (14.865 spett.) |

## Semifinali

### Montreal - NY Islanders
| Montréal 27 aprile 1976 | New York Islanders | 2 – 3 (0-0; 1-1; 1-2) referto | Montreal Canadiens | Forum de Montréal (16.594 spett.) |

| Montréal 29 aprile 1976 | New York Islanders | 3 – 4 (0-2; 1-1; 2-1) referto | Montreal Canadiens | Forum de Montréal (16.995 spett.) |

| Uniondale 1º maggio 1976 | Montreal Canadiens | 3 – 2 (0-2; 0-0; 3-0) referto | New York Islanders | Nassau Coliseum (14.865 spett.) |

| Uniondale 4 maggio 1976 | Montreal Canadiens | 2 – 5 (0-2; 0-2; 2-1) referto | New York Islanders | Nassau Coliseum (14.866 spett.) |

| Montréal 6 maggio 1976 | New York Islanders | 2 – 5 (0-0; 1-3; 1-2) referto | Montreal Canadiens | Forum de Montréal (16.794 spett.) |

### Philadelphia - Boston
| Filadelfia 27 aprile 1976 | Boston Bruins | 4 – 2 (1-1; 1-1; 0-2) referto | Philadelphia Flyers | The Spectrum (17.077 spett.) |

| Filadelfia 29 aprile 1976 | Boston Bruins | 1 – 2 (d.t.s.) (0-1; 0-0; 1-0) referto | Philadelphia Flyers | The Spectrum (17.077 spett.) |

| Boston 2 maggio 1976 | Philadelphia Flyers | 5 – 2 (1-1; 1-1; 3-0) referto | Boston Bruins | Boston Garden (15.003 spett.) |

| Boston 4 maggio 1976 | Philadelphia Flyers | 4 – 2 (1-2; 1-0; 2-1) referto | Boston Bruins | Boston Garden (15.003 spett.) |

| Filadelfia 6 maggio 1976 | Boston Bruins | 3 – 6 (0-1; 1-3; 2-2) referto | Philadelphia Flyers | The Spectrum (17.077 spett.) |

## Finale Stanley Cup
La finale della Stanley Cup 1976 è stata una serie al meglio delle sette gare che ha determinato il campione della National Hockey League per la stagione 1975-76. I Montreal Canadiens hanno sconfitto i campioni in carica dei Philadelphia Flyers in quattro partite e si sono aggiudicati la diciannovesima Stanley Cup della loro storia.

## Statistiche

### Classifica marcatori
La seguente lista elenca i migliori marcatori al termine dei playoff.

| Giocatore        | Squadra             | PG | G  | A  | Pt | MP |
| ---------------- | ------------------- | -- | -- | -- | -- | -- |
| Reggie Leach     | Philadelphia Flyers | 16 | 19 | 5  | 24 | 8  |
| Denis Potvin     | New York Islanders  | 13 | 5  | 14 | 19 | 32 |
| Guy Lafleur      | Montreal Canadiens  | 13 | 7  | 10 | 17 | 2  |
| Jean Ratelle     | Boston Bruins       | 12 | 8  | 8  | 16 | 4  |
| Bobby Clarke     | Philadelphia Flyers | 16 | 2  | 14 | 16 | 28 |
| Steve Shutt      | Montreal Canadiens  | 13 | 7  | 8  | 15 | 2  |
| Jude Drouin      | New York Islanders  | 13 | 6  | 9  | 15 | 0  |
| Mel Bridgman     | Philadelphia Flyers | 16 | 6  | 8  | 14 | 31 |
| Larry Goodenough | Philadelphia Flyers | 16 | 3  | 11 | 14 | 6  |
| Bill Barber      | Philadelphia Flyers | 16 | 6  | 7  | 13 | 18 |

### Classifica portieri
Questa tabella elenca i cinque migliori portieri dei playoff per media di gol subiti con almeno quattro partite disputate.

| Giocatore        | Squadra             | PG | Min | V  | S | GS | SO | MGS  |
| ---------------- | ------------------- | -- | --- | -- | - | -- | -- | ---- |
| Ken Dryden       | Montreal Canadiens  | 13 | 780 | 12 | 1 | 25 | 1  | 1.92 |
| Gerry Cheevers   | Boston Bruins       | 6  | 392 | 2  | 4 | 14 | 1  | 2.14 |
| Rogie Vachon     | Los Angeles Kings   | 7  | 438 | 4  | 3 | 17 | 1  | 2.33 |
| Wayne Stephenson | Philadelphia Flyers | 8  | 494 | 4  | 4 | 22 | 0  | 2.67 |
| Billy Smith      | New York Islanders  | 8  | 437 | 4  | 3 | 21 | 0  | 2.88 |